# Michael Marai
Michael Marai (* 1948 in Muschu; † 3. November 2021 in Wewak) war ein papua-neuguineischer Geistlicher und römisch-katholischer Bischof von Goroka.

## Leben
Michael Marai empfing am 6. Dezember 1976 die Priesterweihe für das Bistum Wewak.
Papst Johannes Paul II. ernannte ihn am 25. Oktober 1988 zum Bischof von Goroka. Der Erzbischof von Madang, Leo Clement Andrew Arkfeld SVD, spendete ihm am 23. Februar 1989 die Bischofsweihe; Mitkonsekratoren waren Antonio Maria Vegliò, Apostolischer Pro-Nuntius in Papua-Neuguinea und auf den Salomonen, und Benedict To Varpin, Bischof von Bereina.
Von seinem Amt trat er am 15. November 1994 zurück.